# Governo D'Alema II
Il governo D'Alema II è stato il cinquantacinquesimo esecutivo della Repubblica Italiana, il terzo della XIII legislatura.
Il governo rimase in carica dal 22 dicembre 1999 al 26 aprile 2000, per un totale di 126 giorni, ovvero 4 mesi e 4 giorni.
Ottenne la fiducia al Senato della Repubblica il 22 dicembre 1999 con 177 voti favorevoli, 100 contrari e 4 astenuti.
Ottenne la fiducia alla Camera dei deputati il 23 dicembre 1999 con 310 voti favorevoli, 287 contrari e 18 astenuti.
Diede le dimissioni il 19 aprile 2000, come «atto di sensibilità politica, non certo per dovere istituzionale», vista la sconfitta alle elezioni regionali subita tre giorni prima.

## Compagine di governo

### Appartenenza politica
L'appartenenza politica dei membri del governo, al momento del giuramento, era la seguente:
| Partito | Partito                        | Presidente | Ministri | Sottosegretari | Totale |
| ------- | ------------------------------ | ---------- | -------- | -------------- | ------ |
|         | Democratici di Sinistra        | 1          | 8        | 23             | 32     |
|         | Partito Popolare Italiano      | -          | 5        | 13             | 18     |
|         | I Democratici                  | -          | 4        | 9              | 13     |
|         | UDEUR                          | -          | 2        | 8              | 10     |
|         | Federazione dei Verdi          | -          | 2        | 3              | 5      |
|         | Partito dei Comunisti Italiani | -          | 2        | 3              | 5      |
|         | Rinnovamento Italiano          | -          | 1        | 4              | 5      |
|         | Union Valdôtaine               | -          | -        | 1              | 1      |
|         | Indipendenti                   | -          | 1        | 2              | 3      |
| Totale  | Totale                         | 1          | 25       | 66             | 92     |

### Provenienza geografica
La provenienza geografica dei membri del Consiglio dei ministri si può così riassumere:
| Regione               | Presidente | Ministri | Sottosegretari | Totale |
| --------------------- | ---------- | -------- | -------------- | ------ |
| Lazio                 | 1          | -        | 5              | 6      |
| Lombardia             | -          | 3        | 8              | 11     |
| Puglia                | -          | 3        | 7              | 10     |
| Emilia-Romagna        | -          | 1        | 9              | 10     |
| Sicilia               | -          | 3        | 6              | 9      |
| Campania              | -          | 1        | 8              | 9      |
| Toscana               | -          | 3        | 3              | 6      |
| Piemonte              | -          | 3        | 2              | 5      |
| Sardegna              | -          | 2        | 3              | 5      |
| Calabria              | -          | 1        | 4              | 5      |
| Veneto                | -          | 1        | 3              | 4      |
| Umbria                | -          | 1        | 1              | 2      |
| Marche                | -          | -        | 2              | 2      |
| Friuli-Venezia Giulia | -          | 1        | -              | 1      |
| Abruzzo               | -          | -        | 1              | 1      |
| Basilicata            | -          | -        | 1              | 1      |
| Liguria               | -          | -        | 1              | 1      |
| Valle d'Aosta         | -          | -        | 1              | 1      |

### Sostegno parlamentare
- Sostegno parlamentare al momento della fiducia (22 dicembre al Senato, 23 dicembre alla Camera).

| Camera                  | Collocazione | Partiti | Seggi     |
| ----------------------- | ------------ | --- | --------- |
| Camera dei deputati     | Maggioranza  | DS (165), Popolari per Prodi (58), Dem (21), UDEUR (21), PdCI (21), FdV (15), RI (6), Minoranze linguistiche (5), Altri (3)           | 315 / 630 |
| Camera dei deputati     | Opposizione  | FI (110), AN (91), LN (46), PRC (13), CCD (13), SDI (8), UpR (7), CDU (5), ApE (5), Segni-Rif-LibDem (4), Altri (13)                  | 315 / 630 |
| Senato della Repubblica | Maggioranza  | DS (105), PPI (31), FdV (15), UDEUR (11), PdCI (6), RI (6), Dem (5), SVP (2), Vallée d'Aoste (1), PSd'Az (1), LAV (1), Altri (2)      | 186 / 324 |
| Senato della Repubblica | Opposizione  | FI (41), AN (41), LN (19), CCD (12), ApE (6), UpR (5), SDI (3), PRC (3), Fiamma Tricolore (1), Lista Pannella (1), UPD (1), Altri (5) | 138 / 324 |

## Composizione
| Carica                                         | Titolare                              | Titolare                              | Titolare                              | Sottosegretari |
| Presidenza del Consiglio dei ministri          | Presidenza del Consiglio dei ministri | Presidenza del Consiglio dei ministri | Presidenza del Consiglio dei ministri | Sottosegretari di Stato alla Presidenza del Consiglio |
| ---------------------------------------------- | ------------------------------------- | ------------------------------------- | ------------------------------------- | --- |
| Presidente del Consiglio                       |                                       |                                       | Massimo D'Alema (DS)                  | - Enrico Micheli (Dem) - segretario del Consiglio dei ministri - Domenico Marco Minniti (DS) - con delega al giubileo del 2000, all'informazione, all'editoria, alla promozione delle attività culturali e al Comitato esecutivo per i servizi di informazione e sicurezza - Stefano Passigli (DS) - con delega all'innovazione tecnologica |
| Ministri senza portafoglio                     | Ministri senza portafoglio            | Ministri senza portafoglio            | Ministri senza portafoglio            | Sottosegretari di Stato |
| Affari regionali                               |                                       |                                       | Katia Bellillo (PdCI)                 | - Luciano Caveri (UV) |
| Funzione pubblica                              |                                       |                                       | Franco Bassanini (DS)                 | - Raffaele Cananzi (PPI) - Adriana Vigneri (DS) (dal 30/12/1999) |
| Pari opportunità                               |                                       |                                       | Laura Balbo (Indipendente)            | Carica non assegnata |
| Politiche comunitarie                          |                                       |                                       | Patrizia Toia (PPI)                   | Carica non assegnata |
| Rapporti con il Parlamento                     |                                       |                                       | Agazio Loiero (UDEUR)                 | - Elena Montecchi (DS) |
| Riforme istituzionali ed elettorali            |                                       |                                       | Antonio Maccanico (Dem)               | - Dario Franceschini (PPI) |
| Solidarietà sociale                            |                                       |                                       | Livia Turco (DS)                      | Carica non assegnata |
| Ministeri                                      | Ministri                              | Ministri                              | Ministri                              | Sottosegretari di Stato |
| Affari esteri                                  |                                       |                                       | Lamberto Dini (RI)                    | - Franco Danieli (Dem) - Umberto Ranieri (DS) - Rino Serri (DS) - Aniello Palumbo (PPI) (dal 30/12/1999) |
| Interno                                        |                                       |                                       | Enzo Bianco (Dem)                     | - Franco Barberi (Indipendente) - con delega alla protezione civile - Massimo Brutti (DS) - Ombretta Fumagalli Carulli (RI) - Severino Lavagnini (PPI) - Alberto Gaetano Maritati (DS) |
| Giustizia                                      |                                       |                                       | Oliviero Diliberto (PdCI)             | - Giuseppe Ayala (DS) - Franco Corleone (FdV) - Marianna Li Calzi (UDEUR) - Rocco Maggi (Dem) |
| Tesoro, bilancio e programmazione economica    |                                       |                                       | Giuliano Amato (Indipendente)         | - Ferdinando De Franciscis (UDEUR) - Dino Piero Giarda (Indipendente) - Giorgio Macciotta (DS) - Bruno Solaroli (DS) - Roberto Pinza (PPI) (fino al 30/12/1999) |
| Finanze                                        |                                       |                                       | Vincenzo Visco (DS)                   | - Natale D'Amico (RI) - Alfiero Grandi (DS) - Mauro Fabris (UDEUR) (fino al 30/12/1999) - Armando Veneto (PPI) (dal 30/12/1999) |
| Difesa                                         |                                       |                                       | Sergio Mattarella (PPI)               | - Paolo Guerrini (PdCI) - Gianni Rivera (Dem) - Massimo Ostillio (UDEUR) - Romano Misserville (UDEUR) (fino al 30/12/1999) |
| Pubblica istruzione                            |                                       |                                       | Luigi Berlinguer (DS)                 | - Giuseppe Gambale (Dem) - Nadia Masini (DS) - Giovanni Polidoro (PPI) - Carla Rocchi (FdV) |
| Lavori pubblici                                |                                       |                                       | Willer Bordon (Dem)                   | - Antonio Bargone (DS) - Gianni Francesco Mattioli (FdV) - Salvatore Ladu (PPI) - Armando Veneto (PPI) (fino al 30/12/1999) - Mauro Fabris (UDEUR) (dal 30/12/1999) |
| Politiche agricole e forestali                 |                                       |                                       | Paolo De Castro (Dem)                 | - Roberto Borroni (DS) - Aniello Di Nardo (UDEUR) |
| Trasporti e navigazione                        |                                       |                                       | Pier Luigi Bersani (DS)               | - Giordano Angelini (DS) - Luca Danese (UDEUR) - Mario Occhipinti (Dem) |
| Comunicazioni                                  |                                       |                                       | Salvatore Cardinale (UDEUR)           | - Vincenzo Maria Vita (DS) - Michele Lauria (PPI) |
| Industria, commercio e artigianato             |                                       |                                       | Enrico Letta (PPI)                    | - Gabriele Cimadoro (Dem) - Lanfranco Turci (DS) - Aniello Palumbo (PPI) (fino al 30/12/1999) - Gianfranco Morgando (PPI) (dal 30/12/1999) |
| Lavoro e previdenza sociale                    |                                       |                                       | Cesare Salvi (DS)                     | - Claudio Caron (PdCI) - Adolfo Manis (RI) - Raffaele Morese (PPI) - Rosario Olivo (DS) |
| Commercio con l'estero                         |                                       |                                       | Piero Fassino (DS)                    | - Silvia Barbieri (DS) - Gianfranco Morgando (PPI) (fino al 30/12/1999) |
| Sanità                                         |                                       |                                       | Rosy Bindi (PPI)                      | - Monica Bettoni Brandani (DS) - Fabio Di Capua (Dem) - Antonino Mangiacavallo (RI) |
| Beni e attività culturali                      |                                       |                                       | Giovanna Melandri (DS)                | - Giampaolo D'Andrea (PPI) - Maretta Scoca (UDEUR) - Adriana Vigneri (DS) (fino al 30/12/1999) |
| Ambiente                                       |                                       |                                       | Edoardo Ronchi (FdV)                  | - Valerio Calzolaio (DS) - Nicola Fusillo (PPI) |
| Università e ricerca scientifica e tecnologica |                                       |                                       | Ortensio Zecchino (PPI)               | - Antonino Cuffaro (PdCI) - Luciano Guerzoni (DS) - Vincenzo Sica (Dem) |

## Cronologia

### 1999

#### Dicembre
- 22 dicembre 1999 - Il governo giura al Quirinale.
- 22 dicembre 1999 - Il governo ottiene la fiducia al Senato della Repubblica con 177 sì, 100 no e 4 astenuti[4].
- 23 dicembre 1999 - Il governo ottiene la fiducia alla Camera dei Deputati con 310 sì e 287 no[5].

### 2000

#### Gennaio
- 19 gennaio 2000 - Montecitorio, nella seduta della Camera del 19 gennaio 2000 viene data la notizia della morte di Bettino Craxi. I deputati in piedi salutano il leader socialista con un lungo applauso.

#### Aprile
- 16 aprile 2000 - Si svolgono le elezioni nelle regioni a statuto ordinario con il nuovo sistema che prevede l'elezione diretta dei presidenti delle giunte regionali.
- 17 aprile 2000 - Dall'esito della consultazione elettorale emerge una netta affermazione della coalizione di centro destra. I leader del Polo e della Lega Nord chiedono le elezioni anticipate per il rinnovo delle Camere. Il presidente del Consiglio D'Alema convoca il Consiglio dei ministri per esaminare la situazione politica determinatasi a seguito dei risultati elettorali. Il presidente del Consiglio comunica al Consiglio, che condivide l'iniziativa, l'intenzione di sottoporre al Capo dello Stato le dimissioni dell'Esecutivo. Il presidente del Consiglio si reca al Quirinale per rassegnare le dimissioni al presidente della Repubblica Ciampi. Il presidente Ciampi non accoglie le dimissioni e invita il presidente del Consiglio a presentarsi in Parlamento.
- 19 aprile 2000 - Il presidente del Consiglio si presenta al Senato per rendere comunicazioni. Nel suo intervento l'on. D'Alema dichiara che le dimissioni del governo rappresentano un atto di sensibilità politica, non corrispondente ad un dovere istituzionale. D'altra parte, non considera giusto, né obbligato, far discendere dal risultato elettorale uno scioglimento anticipato delle Camere. Il governo, secondo D'Alema, deve garantire lo svolgimento dei referendum già fissati per il 21 maggio; particolare rilievo, data la necessità di completare la transizione verso un sistema che consenta una maggiore stabilità politica, assume il referendum sull'abolizione della quota proporzionale. Le diverse ipotesi di modifica del sistema elettorale muovono in ogni caso da una generale considerazione di inadeguatezza del sistema vigente, che sarebbe dunque paradossale e contrario agli interessi del Paese porre a base di nuove elezioni politiche. La seduta viene sospesa per permettere al presidente D'Alema di recarsi alla Camera per consegnare il testo delle comunicazioni rese al Senato. Al Senato la seduta riprende con la discussione sulle comunicazioni del governo e si conclude con la replica del presidente del Consiglio, il quale comunica la sua intenzione di riunire il Consiglio dei ministri e di recarsi successivamente dal Capo dello Stato per riferire sugli esiti del chiarimento parlamentare. Si riunisce il Consiglio dei ministri. Il presidente del Consiglio informa il Consiglio della sua intenzione, conseguente alle dichiarazioni rese al Senato e al dibattito parlamentare successivo, di recarsi al Quirinale per rassegnare definitivamente al Capo dello Stato le dimissioni del governo. Il Consiglio condivide la scelta compiuta. Il presidente del Consiglio rassegna le dimissioni al Capo dello Stato, che si riserva di decidere e invita il governo a rimanere in carica per il disbrigo degli affari correnti. Si tiene un vertice degli esponenti della maggioranza che ha sostenuto il governo D'Alema, a conclusione del quale le forze politiche che vi prendono parte si dichiarano unite nel chiedere un governo, guidato da una figura di alto profilo istituzionale, che porti a compimento la legislatura.
- 20 aprile 2000 - Il presidente della Repubblica inizia le consultazioni per la formazione del nuovo governo: incontra i Presidenti del Senato Mancino e della Camera Violante; l'ex presidente della Repubblica Francesco Cossiga; i Presidenti del gruppo misto del Senato e della Camera; le rappresentanze parlamentari della Valle d'Aosta; del Südtiroler Volkspartei (SVP) e dell'Union Autonomista Ladina; del Movimento Sociale Fiamma Tricolore; del Partito Sardo d'Azione; della Lista Pannella; della Liga Alleanza Autonomista Veneto; dell'Unione Popolare Democratica; dei Cristiani Democratici Uniti (CDU); del Centro Riformatore; del Patto Segni - Riformatori liberaldemocratici; degli Autonomisti per l'Europa; del Partito della Rifondazione Comunista; della Lega Forza Nord Padania.
- 21 aprile 2000 - Si concludono le consultazioni del presidente della Repubblica. Carlo Azeglio Ciampi ha colloqui con la delegazione unitaria del Polo di centrodestra (rappresentanze parlamentari di Forza Italia, Alleanza Nazionale e Centro Cristiano Democratico (CCD); con la delegazione del centrosinistra costituita dai rappresentanti dei Democratici di Sinistra, dei Popolari, dell'Unione Democratici per l'Europa (Udeur), de I Verdi, de I Democratici, del Partito dei Comunisti Italiani, dei Socialisti Democratici Italiani (SDI), di Rinnovamento Italiano e dei Federalisti liberaldemocratici Repubblicani; sono infine ascoltati gli ex Presidenti della Repubblica, Giovanni Leone e Oscar Luigi Scalfaro. Il Capo dello Stato affida l'incarico di formare il nuovo governo al prof. Giuliano Amato, ministro del tesoro del governo dimissionario, il quale, secondo la prassi, accetta con riserva. Il presidente del Consiglio incaricato si reca dai Presidenti delle Camere per comunicare il conferimento dell'incarico e, subito dopo, a Montecitorio, inizia le consultazioni incontrando i rappresentanti dei partiti della maggioranza per discutere in via preliminare le priorità del programma di governo.
- 22 aprile 2000 - Il presidente del Consiglio incaricato prosegue nel suo ufficio del ministero del Tesoro le consultazioni informali e i contatti telefonici anche con le parti sociali per la definizione del programma e della composizione del nuovo governo.
- 25 aprile 2000 - Il presidente del Consiglio incaricato continua le consultazioni nel suo studio al Ministero del tesoro attraverso incontri bilaterali con alcuni leader della maggioranza che si è impegnata a sostenerlo. Amato riceve il presidente di Rinnovamento italiano Lamberto Dini, il segretario del Partito Repubblicano Giorgio La Malfa, dei Popolari Pierluigi Castagnetti, il leader de I Democratici Arturo Parisi, il segretario dell'Udeur Clemente Mastella, la portavoce de I Verdi Grazia Francescato. Ha inoltre contatti telefonici con Enrico Boselli (Socialisti democratici), Armando Cossutta (Comunisti italiani) e Walter Veltroni (Democratici di sinistra). Dopo aver concluso le consultazioni, il presidente del Consiglio incaricato si reca dal Capo dello Stato per sciogliere la riserva e presentare la lista dei ministri. Si conclude dopo 6 giorni la crisi di governo. Il presidente della Repubblica, con quattro distinti D.P.R. emanati il 25 aprile 2000, accetta le dimissioni che il presidente del Consiglio D'Alema ha rassegnato il 19 aprile anche a nome dei Ministri del suo governo; accetta le dimissioni rassegnate per le rispettive cariche dai Sottosegretari di Stato, i quali restano in carica per il disbrigo degli affari correnti sino alla nomina dei nuovi Sottosegretari; nomina il presidente del Consiglio prof. Giuliano Amato e, su sua proposta, nomina i 24 Ministri (uno in meno rispetto ai 25 del precedente governo; sette sono i ministri senza portafoglio). Il Ministero dell'industria viene accorpato con quello del commercio con l'estero. Il presidente del Consiglio si reca quindi al Senato e successivamente alla Camera per incontrare i Presidenti Nicola Mancino e Luciano Violante anche per concordare i tempi della presentazione del nuovo governo in Parlamento. Introducendo una novità nel protocollo, il presidente del Consiglio Giuliano Amato raggiunge Palazzo Chigi, dove ha un colloquio con il presidente del Consiglio uscente Massimo D'Alema. L'on. Edoardo Ronchi, con una lettera al presidente del Consiglio, comunica di voler rinunciare all'incarico di ministro senza portafoglio, al quale è stato nominato con D.P.R. 25 aprile 2000. Nella lettera con cui annuncia la sua indisponibilità, Ronchi ringrazia Amato di averlo proposto per l'incarico di ministro per le politiche comunitarie.
- 25 aprile 2000 - Giuliano Amato viene nominato presidente del Consiglio.
- 26 aprile 2000 - Giura il nuovo esecutivo e con il tradizionale passaggio di consegne termina il governo D'Alema II.